# 高橋順一
高橋 順一（たかはし じゅんいち、1950年9月8日- ）は、日本の比較思想史家、早稲田大学教授。専攻はドイツ・ヨーロッパ思想史。

## 来歴
宮城県出身。1977年立教大学文学部ドイツ文学科卒業。1980年埼玉大学大学院文化科学研究科修士課程修了。1987年早稲田大学教育学部専任講師、1989年助教授、1994年教授、教育・総合科学学術院教授。
吉本隆明や廣松渉への関心も深く、『週刊読書人』、『季刊iichiko』、『図書新聞』、『現代思想』にて新刊刊行時や資本主義や社会主義の変貌の時代、吉本や廣松との長いインタビューや対談を残している。

## 著作
- 『始源のトポス 経験の現象学と象徴作用の解釈学』（1986年、エスエル出版会）
- 『越境する思考』（1987年、青弓社）
- 『市民社会の弁証法』（1988年、弘文堂）
- 『ヴァルター・ベンヤミン 近代の星座』（1991年、講談社現代新書） ISBN 4061490710
- 『響きと思考のあいだ リヒャルト・ヴァーグナーと十九世紀近代』（1996年、青弓社）
- 『戦争と暴力の系譜学 〈閉じられた国民＝主体〉を超えるために』（2003年、実践社） ISBN 4916043669
- 『ヴァルター・ベンヤミン読解 希望なき時代の希望の根源』（2010年、社会評論社） ISBN 9784784508877
- 『吉本隆明と親鸞』（2011年、社会評論社） ISBN 9784784518043
- 『吉本隆明と共同幻想』（2011年、社会評論社） ISBN 9784784518074

### 共編著
- 『ニーチェ事典』大石紀一郎,大貫敦子,木前利秋,三島憲一と編集委員 弘文堂 1995
- 『3.11から一年 近現代を問い直す言説の構築に向けて』本山美彦,川元祥一,大野和興,三上治,河村哲二,伊藤述史共編 御茶の水書房 2012

### 訳書
- ヴァルター・ベンヤミン『パサージュ論』全5巻 （1993年―1995年、岩波書店） 今村仁司、三島憲一らと共訳
- テオドール・アドルノ『ヴァーグナー試論』（2012年、作品社） ISBN 9784861823541

## 書評
- 高橋教授の書評空間